# شنبه‌داران

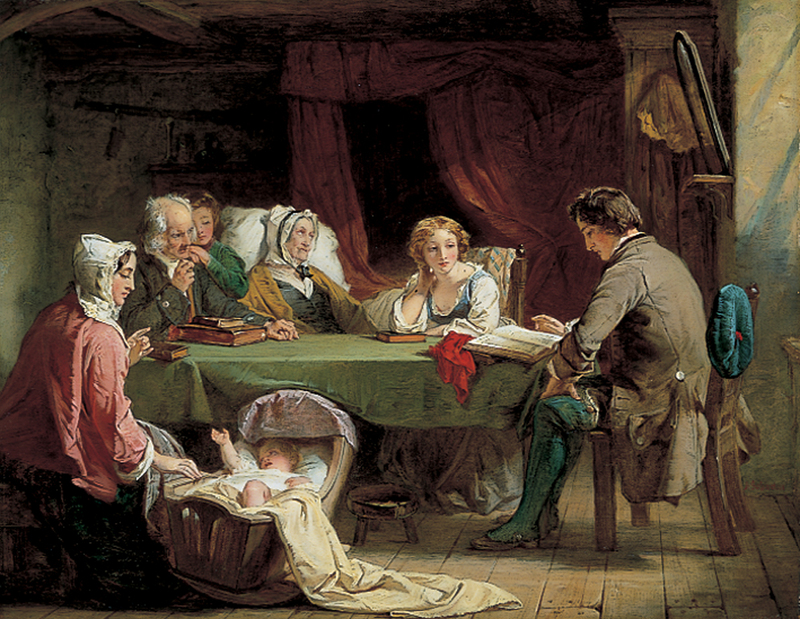
شب سبت ، نقاشی الکساندر جانستون

شنبه‌داران یا سبتیون  از به پا داشته شدن روز سبت در مسیحیت ، مطابق با ده فرمان دفاع می کند.
مراعات روز یکشنبه به عنوان روز عبادت و استراحت نوعی از  شنبه داری در روز اول است ، دیدگاهی که در طول تاریخ توسط فرقه های غیرمطالب ، مانند جماعت طلبان ، پروتستان ها ، متدیست ها و بپتیست ها و همچنین بسیاری از اسقفی ها   بشارت داده می شد.     در میان شنبه داران یکشنبه (شنبه داران  روز اول) ، بزرگداشت روز خداوند اغلب به شکل شرکت در مراسم عبادت صبح روز یکشنبه ، دریافت تعلیمات مسیحی از طریق مدرسه یکشنبه ، انجام اعمال رحمانی (مانند تبشیر ، بازدید از زندانیان در زندان ها و عیادت از بیمار در بیمارستان) ، و شرکت در مراسم عبادت یکشنبه عصر ، و همچنین خودداری از خرید روز یکشنبه ، کار خادمانه ، ورزش ، دیدن تلویزیون و غذا خوردن در رستوران ها است. تأثیر شنبه داری روز اول در فرهنگ غربی با اعمال مانند قوانین آبی یکشنبه آشکار می شود.